# Days of the New
Days of the New fue una banda de post-grunge de Charlestown, Indiana (más tarde reubicada en Louisville, Kentucky), formada en 1995. La banda consiste y ha consistido en el guitarrista/cantante Travis Meeks y una variedad de músicos a lo largo de la carrera de la banda. Days of the New es sobre todo conocida por éxitos como "Touch, Peel and Stand" y "The Down Town" de su primer álbum homónimo.

## Historia
La banda se dio a conocer por una demo de la canción «Freak», incluida en una recopilación de bandas de Louisville llamada Harvest Showcase Volume 3. La grabación de esta canción pertenece a Travis Meeks pero en los créditos aparece con el nombre de Days Of The New. Jesse Vest y Matt Taul aparecen como parte de la banda en esta recopilación, aunque no grabaran nada. El guitarrista Todd Whitener se añadió a la banda tras esto.
La banda grabó su primer disco entre septiembre y octubre de 1996. El primer disco de Days Of The New, lleva el nombre del grupo; pero es conocido como «Amarillo» («Yellow») por su portada y letras. El disco salió a la luz en 1997 y vendió cerca de un millón y medio de copias en todo el mundo. De este disco cabe destacar 3 éxitos: «Touch, Peel and Stand», «The Down Town», y «Shelf in the Room». «Touch, Peel and Stand» fue n.º1 en a lista Billboard de Rock durante 17 semanas. Los otros éxitos como «The Down Town» y «Shelf in the Room» alcanzaron el top 40.
Después del lanzamiento del disco, emprendieron giras con Metallica y Jerry Cantrell en 1998. Tras la gira, el grupo se disolvió. Todd Whitener, Matt Taul y Jesse Vest formaron el grupo Tantric, y Travis Meeks juntó una nueva formación continuando con el nombre de Days Of The New.
Un año después de la separación de la formación original, Meeks encajó las nuevas piezas de Days Of The New y grabó un nuevo disco. Volvió a titular este nuevo disco como «Days Of The New» pero se le llama el disco «Verde» (Green) o «II» para evitar confusiones con su otro disco autotitulado. Este disco salió en 1999 y tenía más variedad musical dentro del estilo de la banda. También cabe mencionar que poseía varias intros entre canción y canción.
La crítica fue entusiasta con la segunda entrega del disco, pero las ventas bajaron con respecto al primero ya que solo alcanzó las 450.000 copias vendidas. El sencillo «Enemy» tuvo relativo éxito, pero «Weapon and the Wound» tuvo casi nula repercusión.
Después de la gira del segundo disco, Meeks retorna al estudio con una nueva banda, aún con el nombre de Days Of The New. Este tercer disco incorporaba muchos elementos del segundo y recuperaba la fuerza del disco debut combinado todo con pasajes orquestales. Este tercer disco también mantiene el nombre de la banda, pero para distinguirlo se le conoce como «III» o disco «Rojo» («Red»).
El primer sencillo llamado «Hang On To This» escaló puestos en las listas fácilmente, gracias en parte a la difusión en radio que tuvo en la semana que fue lanzado. El disco fue sacado a la venta dos semanas después de los atentados en EE. UU. del 11 de septiembre con una ligera promoción, lo que hizo que solo vendiera unas 90.000 copias.
Tras este disco Travis Meeks estuvo en varios proyectos, entre ellos colaboró en el tributo a The Doors llamado «Stoned Immaculate: The Music of the Doors» con las versiones de «The End» y «L.A. Woman». En uno de los episodios de «Intervention», un programa A&E (cadena de TV por cable americana) apareció la familia de Travis para convencerlo de que se rehabilitara de su adicción a la metanfetamina.
Actualmente, tras su rehabilitación, Meeks está en busca de un nuevo sello discográfico para editar un nuevo trabajo seguramente autotitulado pero que se conocerá como disco «Violeta». Aparentemente este disco «Violeta» o «Purple» tendrá un sonido más crudo, que retornará al sonido del disco «Yellow».

### Álbumes de estudio
| Año                                                          | Detalles | Posición en listas | Posición en listas | Posición en listas | Posición en listas | Certificaciones (umbrales de ventas)       |
| Año                                                          | Detalles | US                 | AUS                | NZL                | UK                 | Certificaciones (umbrales de ventas)       |
| ------------------------------------------------------------ | --- | ------------------ | ------------------ | ------------------ | ------------------ | ------------------------------------------ |
| 1997                                                         | Days of the New (Yellow) - Fecha: 3 de junio de 1997 - Sello: Outpost (30004) - Formato: CD, CS                                             | 54                 | 47                 | 1                  | 183                | - RIAA: Platino - MC: Platino - RIANZ: Oro |
| 1999                                                         | Days of the New (Green) - Fecha: 31 de agosto de 1999 - Sello: Outpost (30037) - Formato: CD, CS                                            | 40                 | 93                 | —                  | —                  |                                            |
| 2001                                                         | Days of the New (Red) - Fecha: 25 de septiembre de 2001 - Sello: Outpost (490767) - Formato: CD, CS                                         | 91                 | —                  | —                  | —                  |                                            |
| 2021                                                         | The Gift (Directo no oficial sin banda ni consentimiento de la discográfica) - Fecha: 3 de marzo de 2021 - Sello: 911 Entertainment Records |                    |                    |                    |                    |                                            |
| 2021                                                         | Illusion Is Now - Fecha: 26 de julio de 2021 - Sello: 911 Entertainment Records                                                             |                    |                    |                    |                    |                                            |
| "—" indica que la edición no llegó a aparecer en las listas. | |                    |                    |                    |                    |                                            |